# Chitenay
Chitenay település Franciaországban, Loir-et-Cher megyében. Lakosainak száma 1136 fő (2022. január 1.). Chitenay Cellettes, Cormeray, Seur és Le Controis-en-Sologne községekkel határos.

## Népesség
A település népességének változása:
| Lakosok száma | 655  | 777  | 888  | 1027 | 1044 | 1054 | 1068 | 1101 | 1112 | 1136 |
|               | 1968 | 1982 | 1990 | 2006 | 2013 | 2015 | 2017 | 2019 | 2020 | 2022 |